# Rue du Gril
La rue du Gril est une voie située dans le quartier du Jardin-des-Plantes du 5e arrondissement de Paris.

## Situation et accès
La rue du Gril est desservie à proximité par la ligne 7 à la station Censier-Daubenton.

## Origine du nom
Elle doit son nom à l’enseigne d’un ancien commerce qui s’y trouvait.

## Historique
Cette ancienne rue déjà présente sur les cartes datant de 1642 où elle porte le nom de « rue Gril Fleury ».